# 怪物事變
《怪物事變》（日语：怪物事変）是日本漫畫家藍本松的少年漫畫作品，於《Jump Square》2017年1月號開始連載。
一处位于乡下的宁静村庄，发生家畜陆续诡异死亡的奇妙案件。 为了解决这起案件，一位穿着显眼服装的名叫“隐神”的男子， 被从东京找来此地。在调查过程中，男子与一名居住村内，被旁人叫“泥田坊”，有着神秘气息的少年相遇。

## 登場角色

### 隱神怪物諮詢事務所
日下夏羽（聲：藤原夏海）
13歲。生日為6月15日(此為離開鹿子村的日期，實際誕生日則為不明)。身高151公分。體重48公斤。「日下」為阿姨的姓。
無血之鬼「屍鬼（クーラー）」與人類所生下的半妖，具有充滿被欺負氣場的無機質性格。13歲以前過著近乎被虐待的生活，因此缺乏感情起伏，也因此處在令人產生嫌惡與恐怖的處境下能夠冷靜思考並判斷出處理方案。雖然感情貧乏，但是他具有掛念夥伴，並對使紺遭遇生命危險的野火丸感到憤怒的溫柔一面。
身為屍鬼而沒有血液與痛覺，並具有等同不死的再生能力，就算被打到剩下頭也能在空間足夠、存有氧氣等一定條件下再生。因為能力的關係而毫不猶豫的踏入危險地點。在屋島寺從太三郎手中取得幻結石的過程中學到觀察對手動作的能力，不再完全依靠不死的肉體承受打擊，而會視戰況選擇閃避強打擊、硬接弱打擊。隨著命結石組合的結石增加，再生能力也漸漸提高，連續全身再造的次數顯著提升。
隱神鼓八千（聲：諏訪部順一）
36歲(人類時)。生日為9月1日。身高180公分。體重76公斤。
「隱神怪物諮詢事務所」的所長。做著專業偵探一樣的事，在怪物們之間被稱呼為「怪物專家」。經營偵探事務所的化貍，具有具現化的能力，能把身體幻化成其他東西。出生於四國屋島。
事務所的一半就像酒吧一樣，為來訪的顧客提供酒水。在認識織和晶們之前與夥伴一起好像做著偵探，作為營業酒吧是那個夥伴的愛好，隱神自己則沒有興趣。在夥伴不在的現在，酒吧的經營便處於棄置不顧的狀態。
當鹿子村發生動物死亡事件時，被莊園的女主人（夏羽的姑母）要求殺死夏羽，因此隱神從東京來到鹿子村，在那裡遇到了夏羽。解決此案後，隱神假意殺死夏羽，告訴女主人他會「對屍體進行處理」，把夏羽從村里釋放。
與飯生有著很久的交情，但因為飯生希望「支配」人類，而隱神卻期盼著與人「共存」，為此理念不合的二人關係也亦好亦壞。而在飯生為奪命結石而不顧交情後，二人的立場漸漸轉向敵對。
深受屋島狸貓們的敬愛，實力也相當強，但本人表示比起在前方近身肉搏，更擅長在後方掩護。在北九州取得淨結石的過程中，應用其變化能力輕鬆取勝北九州河童相撲聯賽最強的女力士，由於當地河童女性喜歡比自己強的男性這樣的風俗，賽後被對手及全場女性蜂擁而上，差點離不開。
蓼丸織（聲：花江夏樹、熊井統子（幼少期））
14歲。生日為11月10日。身高163公分。體重48公斤。
「隱神怪物諮詢事務所」的工作人員，蜘蛛(アラクネ)與人類所生下的半妖。由於母親是名為「蜘蛛（アラクネ）」的怪物而能使用蜘蛛的能力，可把汗和唾沫蜘蛛變成線，能把線溶化和凝固成各種型態。
最初的登場時是孤兒，認為如同自己一樣的半妖孤兒如果不是父母雙亡，就是被親人所遺棄，所以對於夏羽想尋找父母的想法感到不耐。
後來與隱神和其他的成員前往織長大的「群馬縣錦糸町」，在那裡知道父母的真相。父親和叔叔為了探求故鄉傳說的根源而與母親相遇，父母在相愛後結合，然而織出生後不久父親卻意外摔落山崖，為了在人類社會生存，母親加入了叔叔製造金絲的計劃。
其計畫的本質就是讓母親與當地各種妖怪物種交配，從無數的生育中取得那極其稀少的可能。在無數交配生育的過程中，母親的心神也漸漸喪失，最終產下了妹妹綾。織則在母親離開後由叔叔扶養長大，在一次意外發現計劃真相後，織因大受驚嚇而失去了當時的記憶，叔叔為防止織回想起來，藉機將他送至隱神身邊。
在米哈伊精心改寫的VR遊戲中掌握了自己的能力特性，創造出擬態等絲線的新用法。
岩木山雪里白那之五十六子晶（聲：村瀨步、佐藤聰美（幼少期））
15歲。生日為2月24日。身高159公分。體重38公斤。
「隱神怪物諮詢事務所」的工作人員，「雪男子（ユキオノコ）」。擁有將附近的水結成冰的能力。
与哥哥結是雙胞胎。雙胞胎兄弟幼時一同生活在與世隔絕的山間極冷之地雪之村，生活處處受到村內雪女的管控和監視，通過意外撿到的人類登山者遺落的雜誌認識到東京生活的美好和與現狀的反差，從雪女口中得知怪物在東京可以尋求「怪物專家」隱神的幫助。14歲時因無法忍受雪之村嚴酷的環境、敗壞的風俗和骯髒的雪女而決定一起逃離雪之村前往東京生活。但後結在未告知具體理由情形下讓晶先行離開，並與晶約定在東京再會。晶來到東京後得到了隱神協助以在事務所安身，最終決定尋找哥哥的同時通過在事務所工作來提升自己。
在一些行為的表現上像女性，但認為自己是男性。性格懦弱、膽小。不喜歡弄髒自己的身體，一天要洗幾次洗澡。喜歡甜食和可愛的東西，但是對恐怖的東西或者令人不舒服的東西沒輒，經常哭、噁心、暈倒。
擁有一個名為「尼伊先生」（ニイさん，音同「哥哥」）的玩偶。在一次意外壞掉後，被米哈伊修好，並添加了AI語音聊天等功能。
實際上是創造零結石的雪男子六花力量當代繼承者，喊出六花權限便能以冰雪變身改變體型、發揮六花的能力，但能量耗盡後會癱瘓一段時間。
米哈伊·福洛雷斯克（聲：小野大輔）
100歲以上，具體年齡不詳。生日為10月17日。身高176公分。體重54公斤。
「隱神怪物諮詢事務所」的工作人員，「吸血鬼（ヴァンパイア）」。雖然沒有肌肉但有一身怪力，幾乎長生不死。
為隱神偵探事務所提供情報通訊技術。對線上遊戲成癮。因為活了太久無聊而在各種領域達到了巔峰造極的水準，幾乎無所不能、無所不精而失去了人生目標，直到陷入日本遊戲坑，再度找到生活的動力。

### 事務所相關人物
蓼丸綾（聲：本渡楓）
8歲。生日為11月22日。身高121公分。體重19公斤。
織同母異父的妹妹，與哥哥同樣能使用蜘蛛的能力，不同的是她的蜘蛛絲具有治癒能力。蓼丸昭夫多年進行黃金絲實驗下的「成果」，自小被其所監禁，強迫用她的絲修復母親的肉體、維持其不老不死。偶然下聽到織的存在，既期待哥哥有一天能解救自己，同時也對於自己就是使母子分開的原因而抱有罪惡感。
被解放後以妖怪醫生的身分在婆婆的醫院工作，並與事務所簽訂合作協議。被昭夫監禁時強迫穿上對方提供的蘿莉塔風格洋裝，實際上本人性格早熟，解放後穿著十分辣妹路線。
中意擁有相同價值觀的夏羽，亦對他戰鬥的樣子著迷，事件結束後對其展開積極的追求，也因此跟紺結下樑子。
岩木山雪里白那之五十五子結（聲：石川界人、大地葉（幼少期））
15歲。生日為2月24日。身高171公分。體重65公斤。
是名為「雪男子（ユキオノコ）」的怪物，晶的雙胞胎哥哥。為了晶的純潔甘願以讓全村懷孕為交換條件，讓雪女們放晶下山。後來驚覺被騙，以為晶已死而逃進零結石的祭壇，悲憤之下與零結石結合並失去自我，暴走的力量將村子全滅、雪女全數死亡，僅存尋找並保護晶這個動力而四處遊走。
本應被融入身體的零結石耗盡生命，但因為夏羽打敗、零結石與命結石融合而脫落、加上綾的絲再生損壞的肉體而得已獲得新生。
山蜘蛛之仔組（聲：久川綾）
34歲。生日為1月18日。身高168公分。體重57公斤。
織與綾的母親，是名為「蜘蛛（アラクネ）」的怪物。在經歷昭夫無數實驗的摧殘後，因精神上的衝擊陷入昏迷狀態，其身體被他做為威脅綾的籌碼被藏在湖底。
支離破碎的身體被綾的「金絲」保持著原貌，連外貌都不曾因年齡改變。
在事件結束後，於御花婆婆的診所中甦醒（聽到了織和綾的告白）重新和兩人生活著。
蓼丸昭夫（聲：石田彰）
織與綾的叔父，知曉怪物存在的人類，飯生列管名單之一，研究怪物的學者，把研究成果看得比自身生命還重要，為了研究黃金絲而做盡壞事，自己不覺得有錯，最後被野火丸滅口。
御花婆婆（聲：谷育子）
獸醫兼怪物醫生，人類。

### 飯生一派
飯生妖子（聲：花澤香菜）
支配日本警察組織的妖狐女長官，階級為警視。妖艷的巨乳美人，利用妖怪之石“妖結石”的力量操縱人心，迷惑許多警察與人類。因不明原因無法離開東京，正計劃收集其他結石提升力量並統治整個日本、創建自己的國家。
隱神的舊識兼協力者，但僅為了自身目的而行動，為達目的不擇手段，具有將無關的人或部下用過即丟的過分一面。更因為她將仰慕自己的紺的心情徹底踐踏而激怒了夏羽。
飯生的性格不允許背叛，必定將叛徒殺死。對於失敗者則會直接無視對方，並以吞食部下做為抒發憤怒的管道，不限於人類，妖怪也照樣吞食。
紺（聲：花守由美里）
14歲。生日為11月1日。身高162公分。體重45公斤
飯生的部下之一，妖狐少女。盲目地信賴飯生而與隱神偵探事務所敵對，但在數經曲折後開始喜歡夏羽。性格率直的好孩子，精神年齡較低，具有情緒激烈起伏的精神不穩一面。無自覺地對夏羽保持好感，但未察覺自己的感情而鬧出事情，看到夏羽跟其他女孩子在一起會發火，但被夏羽摸頭後心情會變好。
在與夏羽等人衝突後，飯生利用其純粹無垢的性格，命令她對夏羽採取懷柔政策。在與夏羽相處的同時，因為對飯生以及夏羽雙方的思念而苦惱，因此與隱神等人前往四國時變得情緒不穩。紺在苦惱下盜取怪物的結石，但再見到依舊相信自己的夏羽後被感化而大哭著對夏羽謝罪說自己偷走了結石，並說出「變成了壞孩子真的很抱歉」，但在下個瞬間遭到野火丸爆破身體，身受瀕死重傷。但是由於野火丸的預先交涉，紺受到趕到現場的綾的治療後保住一命，之後留在四國療養，雖然尚未恢復意識，但綾說她的恢復狀況良好。其後在楓對屋島發動襲擊時恢復意識並挺身對抗楓。
實際為那須出生的狐狸石鎮一族的最後一人，因為總是辦事不牢而被兄弟姐妹們斥責，但受到生稻的喜愛。由於飯生殺害了她的親族以及生稻並將她洗腦為部下才將飯生當成生稻一般仰慕。而紺在昏迷時聽到了夏羽的話語後回想起全部的記憶。
野火丸／野分火丸（聲：下野紘）
13歲/19歲。生日為5月30日。身高153公分/179公分。體重46公斤/62公斤。
飯生的部下之一，禮儀端正的妖狐少年。
通常幻化成帶著耳機的小孩，有時會化身成青年，但性格也不會改變。
飄飄然的性格，但有時會展露冷酷與暴力的一面。
在紺被棄而不顧之後服侍飯生的化狐少年。為飯生擔任搜索怪物的結石的警視廳的隊伍「搜查特課」的領導人，能力似乎得到飯生的認可。
雖然忠實執行飯生的命令，但背地裡討厭飯生，以自己的考量行動。為了不破壞飯生的心情，似乎會考慮各種各樣的事。儘管他是敵人，亦間中會協助隱神和夏羽的神秘人物，但表示是出於自私的原因。目前目的不明。擁有操縱火焰和幻覺的能力，利用幻影打擾對方。特技是「花火種（はなひだね）」，用手指觸摸火焰種子即可發芽和爆炸。
赤城一秋
30歲。生日為10月1日。身高168公分。體重51公斤。
飯生的部下之一，有潔癖的妖狐青年，階級為巡查部長。
警視廳隊伍「搜查特課」成員。
在妖狐中屬於幻覺特化型，可以用狐狸石像或是販賣機等物品作為媒介產生幻覺。由於自身潔癖，只要手邊沒有抗菌濕紙巾就無法使用能力，後來努力克服後花形互補開發出合體技：炎幻連攜炎神‧火之伽具土與屋島貍貓之長太三郎展開殊死戰後以死告終，屍體由野火丸偷走帶回。
花形楓
21歲。生日為4月4日。身高196公分。體重108公斤。
警視廳隊伍「搜查特課」成員。
飯生的部下之一，身形壯碩的妖狐青年。
性格陽光無邪但實際上非常自我中心且不關心他人，凶暴、好戰且殘酷，另外食慾很高。
在妖狐中屬於火焰特化型，可敲打雙拳產生強力的火焰，雖然具有強大身體能力但是不擅長思考，斷手能當場接上恢復正常，對於嗅覺極為自豪。在與太三郎狸於裏屋島展開殊死戰後被俘，目前被封印在能解除變化能力的箱內，被狸貓眾幾乎一面倒的支持處以死刑的情況下，最終判決為效仿人類社會的緩刑，且暫由夏羽看管。
日向陽夏
25歲。
飯生的部下之一，脾氣暴躁的妖狐女子。
與爐薔薇自5歲開始是青梅竹馬，情侶兩人搭檔行動，擔任爐薔薇殺人慾望的拘束器，允許其在不殺害的前提下肢解重組接觸的人與妖怪，可惜爐薔薇時常玩過頭而被陽壓制暴打。
會使用一把纏繞火焰的大刀進行戰鬥，在經年累月的努力後以達到不破壞細胞卻能切割人體的境界。
實際上秉持著絕不殺人的信念，努力實現讓擁有獵奇殺人衝動的男友也能被世人接受的美好世界。
在工廠一戰的最後為保護爐薔薇遭女木島貫穿而亡。
薔薇彥
25歲。
飯生的部下之一，妖狐青年，為一名獵奇殺人犯，只要不定期肢解生物並將其製作成藝術品就會渾身不舒服。
小時候曾以自己的能力將母親肢解重組做成床，目擊這一幕的陽心裡立下了絕不能放他獨自生活的誓言，兩人成為情侶。
可使用熱熔膠槍以及與細胞類似的黏糊狀物質進行黏著、創造物品以及療傷。
在陽為保護自己而死的時候陷入崩潰，將其遺體融入自己的身體，又因被察覺陽真實心意並不想殺人夏羽話語所打動，從而散失戰意透露了組織情報給主角們。
陽一直告誡他不要殺人，否則他會孤身一人、無法在世上活下去，但是直到失去陽的傷痛之中才真正面對自己的內心，決定堅守與陽的約定活下去、不再殺人。
做為殺害工廠鬼族員工的代價，也為了抑制獵奇殺人衝動這種性癖，被鬼族醫生施行去勢手術。
松竹梅太郎
24歲。生日為1月23日。身高172cm。體重65公斤。
飯生的部下之一，性格廢柴的妖狐青年。
在違法賭場賭博大輸後，在廁所哭泣時被野火丸招攬為部下之一，可放出延遲時間的屁，在沖繩從晶手上騙到天結石。

### 屋島狸貓
屋島伊予姬
16歲。生日為3月3日。身長145公分。體重38公斤。
四國狸的下期首領。三太郎的孫女，她的笑容就是屋島的希望。目前就讀私立大豆田高中2年A組，與全吉一起長大。看一次的事物都能完美重現的變化天才，連戰鬥技能都不例外。與隱神關係非常好，「伊予姬」之名為隱神所取。在爺爺太三郎狸死後接任成為第四代太三郎。
御神籤全吉
16歲。生日為9月29日。身高176公分。體重57公斤。
擔任伊予姫姬從的化狸少年。與伊予姬是青梅竹馬，同樣是私立大豆田高中2年A組。擔當伊予的護衛並一直照顧著她，但有時候喜歡惡作劇並取笑她。
太三郎狸三代目
四國狸的現役首領，由於兒子先天有著特殊能力導致無法像一般貍貓般擅長變化，於是將下一任的希望放在孫女伊予身上。擁有化狸一族世世代代相傳的寶貝「幻結石」，與化狸們在自己能力展開的裏屋島生活著，看似老邁實則有著一擊擊殺夏羽的能力。與赤城和花楓一戰後力竭而亡。
屋島多郎太
原四國狸第四代首領，伊予姬之父，因身負特殊力量導致不擅長貍貓的變化之術於是退位，由父親三代目繼續擔任首領。
擁有時移之力，能以自己的成長為代價加速事物成長，短時間內賦予對方耗費長時間才能得到的成長，但自己的肉體會年輕化、壽元也會縮短。例如給與對方一年的成長，自己的外表會年輕一年，原本能活一百年現在則縮短為九十九年。打算當伊予姫長大繼承首領時，將這個能力的時間全部賦予愛女。但被伊予以父親折壽為由拒絕。認為真正的統治是洗腦人民的實力，與女兒的民主思維不同。
屋島福姬
多郎太之妻，伊予姬之母。
御神籤滿吉
全吉之父。
御神籤芳枝
全吉之母。

### 島根大蛇
莓
島根八首村大蛇一族的倖存者少女。
環
島根八首村大蛇一族的倖存者男童，為水神轉世。

### 北九州女河童
潔
北九州市女河童的最強相撲力士。
16歲的女高中生，外型是辣妹但卻對男性毫無免疫力。
海御前
隱神的舊識，北九州女河童總大將。

### 櫻牙HAM
櫻牙
鬼族，櫻牙HAM社長，被爐薔薇殺死。
女木島
鬼族，櫻牙HAM千葉工廠廠長，對工廠內所飼養的人類投注愛情的溫柔鬼族。
巖
鬼族，櫻牙HAM的專屬醫師。
渡邊 綱萬代
人類，櫻牙HAM的保全總管，真實身分是公安的駭客。

### 公安Genji
源賴 電
卜部 季久
渡邊 綱萬代
坂田 鋼太郎
辛 威克萊特

### 其他人物
彌太郎（聲：金元壽子）
鹿子村旅館「鹿仔莊園」的女主人的兒子。與夏羽是表兄弟的關係。對東京有著憧憬，考慮將來到東京生活。在隱神到訪鹿子村的時間伺候，因嫉妒而奪去夏羽的命結石，因而知道夏羽的原形。

## 出版書籍
| 卷數 | 集英社        | 集英社                 | 青文出版社     | 青文出版社             | 青文出版社           | 封面人物             |
| 卷數 | 發售日期      | ISBN                   | 發售日期       | 通常版 EAN / ISBN      | 限定版 EAN           | 封面人物             |
| ---- | ------------- | ---------------------- | -------------- | ---------------------- | -------------------- | -------------------- |
| 1    | 2017年3月3日  | ISBN 978-4-08-881096-6 | 2018年4月26日  | EAN 471-8016-02896-8   | EAN 471-8016-02950-7 | 夏羽                 |
| 2    | 2017年7月4日  | ISBN 978-4-08-881128-4 | 2018年9月19日  | ISBN 978-986-356-569-7 | EAN 471-8016-03444-0 | 隱神                 |
| 3    | 2017年11月2日 | ISBN 978-4-08-881169-7 | 2018年11月22日 | ISBN 978-986-356-677-9 | EAN 471-8016-03471-6 | 紺                   |
| 4    | 2018年3月2日  | ISBN 978-4-08-881368-4 | 2019年2月20日  | ISBN 978-986-356-799-8 | EAN 471-8016-03508-9 | 織                   |
| 5    | 2018年7月4日  | ISBN 978-4-08-881425-4 | 2019年4月25日  | ISBN 978-986-356-870-4 | EAN 471-8016-03599-7 | 晶                   |
| 6    | 2018年11月2日 | ISBN 978-4-08-881628-9 | 2019年6月19日  | ISBN 978-986-356-946-6 | EAN 471-8016-03610-9 | 野火丸               |
| 7    | 2019年3月4日  | ISBN 978-4-08-881773-6 | 2019年9月9日   | ISBN 978-986-512-052-8 | EAN 471-8016-03669-7 | 米哈伊               |
| 8    | 2019年7月4日  | ISBN 978-4-08-881892-4 | 2020年1月6日   | ISBN 978-986-512-198-3 | 不適用               | 花楓、赤城           |
| 9    | 2019年11月1日 | ISBN 978-4-08-882115-3 | 2020年7月22日  | ISBN 978-986-512-416-8 | 不適用               | 結                   |
| 10   | 2020年3月4日  | ISBN 978-4-08-882236-5 | 2020年10月22日 | ISBN 978-986-512-567-7 | 不適用               | 陽、爐薔薇           |
| 11   | 2020年7月8日  | ISBN 978-4-08-882356-0 | 2021年4月19日  | ISBN 978-986-537-802-8 | 不適用               | 野分火丸             |
| 12   | 2020年11月4日 | ISBN 978-4-08-882438-3 | 2021年9月13日  | ISBN 978-626-303-292-7 | 不適用               | 飯生                 |
| 13   | 2021年2月4日  | ISBN 978-4-08-882558-8 | 2021年12月6日  | ISBN 978-626-303-870-7 | 不適用               | 紺                   |
| 14   | 2021年7月2日  | ISBN 978-4-08-882675-2 | 2022年5月30日  | ISBN 978-626-322-497-1 | 不適用               | 太三郎、伊予姬、全吉 |
| 15   | 2021年11月4日 | ISBN 978-4-08-882809-1 | 2022年8月25日  | ISBN 978-626-322-874-0 | 不適用               | 陵、組               |
| 16   | 2022年4月4日  | ISBN 978-4-08-883056-8 | 2023年6月1日   | ISBN 978-626-340-522-6 | 不適用               | 賴電                 |
| 17   | 2022年9月2日  | ISBN 978-4-08-883206-7 | 2023年6月1日   | ISBN 978-626-340-754-1 | 不適用               | 綱萬代               |
| 18   | 2023年2月3日  | ISBN 978-4-08-883314-9 | 2023年10月30日 | ISBN 978-626-362-740-6 | 不適用               | 樁妃、小紅羅         |
| 19   | 2023年7月4日  | ISBN 978-4-08-883497-9 | 2025年1月15日  | ISBN 978-626-399-947-3 | 不適用               | 米                   |
| 20   | 2023年12月4日 | ISBN 978-4-08-883695-9 |                |                        |                      | 夏羽、骸             |
| 21   | 2024年5月2日  | ISBN 978-4-08-883890-8 |                |                        |                      | 環                   |
| 22   | 2024年11月1日 | ISBN 978-4-08-884215-8 |                |                        |                      | 黛                   |
| 23   | 2025年5月2日  | ISBN 978-4-08-884420-6 |                |                        |                      |                      |

## 電視動畫
2019年12月於「Jump Festa 2020」活動中發表進行電視動畫化。於2021年1月播出。

### 製作人員
- 原作：藍本松
- 監督：藤森雅也
- 系列構成、腳本：木村暢
- 角色設計、總作畫監督：立花希望
- 總作畫監督：西岡夕樹、遠藤江美子
- 怪物設技、動作作畫監督：宮本雄岐
- 道具設計：平田亮
- 美術：INSPIRED Inc.
- 美術監督：西口早智子
- 美術顧問：增山修
- 美術設定：大原盛仁
- 色彩設計：中野尚美
- 攝影：旭Production 白石工作室
- 攝影監督：佐藤哲平
- 離線編輯：中野尚美
- 編輯：松原理惠
- 音響監督：長崎行男
- 音響製作：JTB Next Creation
- 動畫製作：亞細亞堂

### 主題曲
片頭曲（第2話－第12話）
作詞、作曲：MOMIKEN，編曲：tasuku，主唱：小野大輔
第十二話為片尾插入。
片尾曲（第1話－第6話、第8話－第12話）
作曲、編曲：本多友紀，作詞、主唱：佐咲紗花
第十二話為片中插入。

### 各話列表
| 話數     | 日文標題 | 中文標題 | 劇本   | 分鏡     | 演出              | 作畫監督                                   | 原作卷数 | 首播日期       |
| -------- | -------- | -------- | ------ | -------- | ----------------- | ------------------------------------------ | -------- | -------------- |
| 第一話   |          | 夏羽     | 木村暢 | 藤森雅也 | 松尾晉平          | 玉利和枝、、遠藤江美子                     | 第一卷   | 2021年 1月10日 |
| 第二話   |          | 怪物專家 | 木村暢 | 藤森雅也 | 藏本穗高          | 鐘文山、大高雄太、永田有香、               | 第一卷   | 1月17日        |
| 第三話   |          | 狐妖     | 木村暢 | 川崎芳樹 | 川崎芳樹          | 近藤優次、松本朋之                         | 第二卷   | 1月24日        |
| 第四話   |          | 任務     | 木村暢 | 島津裕行 | 岡英和            | 玉利和枝、、遠藤江美子、山本周平           | 第二卷   | 1月31日        |
| 第五話   |          | 潛入     | 木村暢 | 藤森雅也 | 山口浩美          | 金正男、Min Hyun Sook、Jeon Jong Min       | 第三卷   | 2月7日         |
| 第六話   |          | 覺醒     | 木村暢 | 川崎芳樹 | 川崎芳樹          | 玉利和枝、、遠藤江美子、山本周平           | 第三卷   | 2月14日        |
| 第七話   |          | 故鄉     | 木村暢 | 藤森雅也 | 松尾晉平          | 近藤優次、松本朋之                         | 第四卷   | 2月21日        |
| 第八話   |          | 真相     | 木村暢 | 宗廣智行 | 岡英和            | 玉利和枝、、西岡夕樹、遠藤江美子、山本周平 | 第四卷   | 2月28日        |
| 第九話   |          | 家人     | 木村暢 | 西野理惠 | 村田尚樹          | 金正男、明光、Min Hyun Sook、Jeon Jong Min | 第四卷   | 3月7日         |
| 第十話   |          | 雙胞胎   | 木村暢 | 松尾晉平 | 松尾晉平          | 玉利和枝、、遠藤江美子、西岡夕樹、立花希望 | 第五卷   | 3月14日        |
| 第十一話 |          | 記憶     | 木村暢 | 村野佑太 | 村野佑太          | 近藤優次、松本朋之                         | 第五卷   | 3月21日        |
| 第十二話 |          | 怪物事變 | 木村暢 | 藤森雅也 | 藤森雅也 松尾晉平 | 西岡夕樹、玉利和枝、遠藤江美子、立花希望、 | 第五卷   | 3月28日        |

### 藍光&DVD
| 卷數 | 發售日期      | 收錄話數       | 規格編號  | 規格編號  |
| 卷數 | 發售日期      | 收錄話數       | 藍光版    | DVD版     |
| ---- | ------------- | -------------- | --------- | --------- |
| 1    | 2021年3月26日 | 第1話、第2話   | BCXA-1603 | BCBA-5031 |
| 2    | 2021年4月27日 | 第3話、第4話   | BCXA-1604 | BCBA-5032 |
| 3    | 2021年5月26日 | 第5話、第6話   | BCXA-1605 | BCBA-5033 |
| 4    | 2021年6月25日 | 第7話、第8話   | BCXA-1606 | BCBA-5034 |
| 5    | 2021年7月28日 | 第9話、第10話  | BCXA-1607 | BCBA-5035 |
| 6    | 2021年8月27日 | 第11話、第12話 | BCXA-1608 | BCBA-5036 |

### 播放平台
日本深夜動畫：下文記載的日本国内播放時間使用日本標準時間（UTC+9）表示。因為部分時間标识會採用30小时制，因此請留意这类超过24:00的时间，其實際播放時間為翌日清晨。
| 播放地區   | 播放電視台 | 播放日期        | 播放時間（UTC+9）         | 備註                |
| ---------- | ---------- | --------------- | ------------------------- | ------------------- |
| 東京都     | TOKYO MX   | 2021年1月10日－ | 星期日 22時00分－22時30分 |                     |
| 近畿廣域圈 | 讀賣電視台 | 2021年1月11日－ | 星期一 26時59分－27時29分 | MANPA第3部          |
| 日本全國   | BS11       | 2021年1月12日－ | 星期二 24時30分－25時00分 | 衛星電視 ANIME+節目 |

| 播放地區                         | 播放電視台                | 播放日期               | 播放時間（UTC+8） | 字幕語言               | 備註  |
| -------------------------------- | ------------------------- | ---------------------- | ----------------- | ---------------------- | ----- |
| 東盟、印度、孟加拉、尼泊爾、不丹 | Muse Asia YouTube頻道     | 2021年1月10日－3月28日 | 星期日 22時30分   | 簡體中文、英文         | [ 6 ] |
| 馬來西亞、汶萊                   | Muse Malaysia YouTube頻道 | 2021年1月10日－3月28日 | 星期日 22時30分   | 簡體中文、馬來文、英文 | [ 7 ] |

## 外部連結
- Jump Square官方網頁 － 怪物事變
- 電視動畫「怪物事變」官方網頁
- 【熱門消息】TV動畫《怪物事變》聲優情報第一彈公開！ - 青文出版